# 2025 na ginástica artística
Abaixo está uma lista de eventos internacionais notáveis de ginástica artística masculina e feminina programados para serem realizados em 2025, bem como os medalhistas.

## Aposentadorias
| Ginasta                   | País         | Data                    | Ref   |
| ------------------------- | ------------ | ----------------------- | ----- |
| Anastasia Ilyankova       | Rússia       | 6 de janeiro de 2025    | [ 1 ] |
| Arthur Zanetti            | Brasil       | 12 de janeiro de 2025   | [ 2 ] |
| Krisztián Balázs          | Hungria      | 20 de janeiro de 2025   | [ 3 ] |
| Francisco Barretto Júnior | Brasil       | 10 de fevereiro de 2025 | [ 4 ] |
| Charlotte Booth           | Grã-Bretanha | 27 de fevereiro de 2025 | [ 5 ] |
| Ofir Netzer               | Israel       | 11 de maio de 2025      | [ 6 ] |

## Mudanças de nacionalidade
| Ginasta             | De             | Para                        | Ref   |
| ------------------- | -------------- | --------------------------- | ----- |
| Vitaliy Guimaraes   | Estados Unidos | Brasil                      | [ 7 ] |
| Tonya Paulsson      | Suécia         | Taipé Chinesa               | [ 7 ] |
| Angelina Melnikova  | Rússia         | Atletas neutros autorizados | [ a ] |
| Grigorii Klimentev  | Rússia         | Atletas neutros autorizados | [ a ] |
| Vladislav Polyashov | Rússia         | Atletas neutros autorizados | [ a ] |
| Kirill Prokopev     | Rússia         | Atletas neutros autorizados | [ a ] |

## Calendário de eventos
| Data                 | Local            | Evento                                  | Vencedores | Vencedoras                                                                       |
| -------------------- | ---------------- | --------------------------------------- | --- | -------------------------------------------------------------------------------- |
| 20 a 23 de fevereiro | Cottbus          | Copa do Mundo FIG                       | FX: Milad Karimi PH: Shiao Yu-jan SR: Vahagn Davtyan VT: Artur Davtyan PB: Kaito Sugimoto HB: Shohei Kawakami     | VT: Teja Belak UB: Zhang Kexin BB: Zhou Yaqin FX: Zhang Yihan                    |
| 6 a 9 de março       | Baku             | Copa do Mundo FIG                       | FX: Yahor Sharamkou PH: Brandon Dang SR: Nikita Simonov VT: Nazar Chepurnyi PB: Kazuki Matsumi HB: Kazuki Matsumi | VT: Oksana Chusovitina UB: Alena Tsitavets BB: Haruka Nakamura FX: Rina Kishi    |
| 20 a 23 de março     | Antália          | Copa do Mundo FIG                       | FX: Taylor Burkhart PH: Nariman Kurbanov SR: Lan Xingyu VT: Artur Davtyan PB: Ferhat Arıcan HB: Tin Srbić         | VT: Jayla Hang UB: Yang Fanyuwei BB: Claire Pease FX: Aiko Sugihara              |
| 10 a 13 de abril     | Osijek           | Copa do Mundo FIG                       | FX: Artem Dolgopyat PH: Hamlet Manukyan SR: Adem Asil VT: Aurel Benović PB: Ron Pyatov HB: Milad Karimi           | VT: Valentina Georgieva UB: Yang Fanyuwei BB: Eythora Thorsdottir FX: Jayla Hang |
| 16 a 19 de abril     | Doha             | Copa do Mundo FIG                       | FX: Milad Karimi PH: Hamlet Manukyan SR: You Hao VT: Artur Davtyan PB: Nazar Chepurnyi HB: Milad Karimi           | VT: Teja Belak UB: Kate McDonald BB: Gréta Mayer FX: Sabrina Voinea              |
| 25 a 28 de abril     | Cairo            | Copa do Mundo FIG                       | FX: Milad Karimi PH: Hamlet Manukyan SR: Artur Avetisyan VT: Artur Davtyan PB: Omar Mohamed HB: Milad Karimi      | VT: Ellie Black UB: Kaylia Nemour BB: Kaylia Nemour FX: Jana Mahmoud             |
| 5 a 11 de maio       | Varna            | Copa do Mundo Challenge FIG             | FX: Eddie Penev PH: Đặng Ngọc Xuân Thiện SR: Adem Asil VT: Tseng Wei-sheng PB: Ferhat Arıcan HB: Robert Tvorogal  | VT: Ruby Stacey UB: Nola Matthews BB: Marianna Kiniuk FX: Nola Matthews          |
| 15 a 18 de maio      | Koper            | Copa do Mundo Challenge FIG             | |                                                                                  |
| 26 a 31 de maio      | Leipzig          | Campeonato Europeu                      | |                                                                                  |
| 5 a 8 de junho       | Jecheon          | Campeonato Asiático                     | | —                                                                                |
| 12 a 15 de junho     | Jecheon          | Campeonato Asiático                     | — |                                                                                  |
| 12 a 15 de junho     | Cidade do Panamá | Campeonato Pan-Americano                | |                                                                                  |
| 18 a 21 de junho     | Tashkent         | Copa do Mundo Challenge FIG             | |                                                                                  |
| 16 a 27 de julho     | Rhine-Ruhr       | Jogos Mundiais Universitários           | |                                                                                  |
| 20 a 26 de julho     | Osijek           | Festival Olímpico da Juventude Europeia | |                                                                                  |
| 13 a 14 de setembro  | Paris            | Copa do Mundo Challenge FIG             | |                                                                                  |
| 26 a 28 de setembro  | Szombathely      | Copa do Mundo Challenge FIG             | |                                                                                  |
| 19 a 25 de outubro   | Jacarta          | Campeonato Mundial                      | |                                                                                  |

## Medalhistas

### Feminino

#### Eventos internacionais
| Competição                 | Evento              | Ouro | Prata | Bronze |
| Campeonato Mundial         | Individual Geral    |      |       |        |
| Campeonato Mundial         | Salto               |      |       |        |
| Campeonato Mundial         | Barras Assimétricas |      |       |        |
| Campeonato Mundial         | Trave               |      |       |        |
| Campeonato Mundial         | Solo                |      |       |        |
| Campeonato Mundial Juvenil | Equipes             |      |       |        |
| Campeonato Mundial Juvenil | Individual Geral    |      |       |        |
| Campeonato Mundial Juvenil | Salto               |      |       |        |
| Campeonato Mundial Juvenil | Barras Assimétricas |      |       |        |
| Campeonato Mundial Juvenil | Trave               |      |       |        |
| Campeonato Mundial Juvenil | Solo                |      |       |        |

#### Campeonatos regionais
| Competição    | Evento              | Ouro | Prata | Bronze |
| Africano      | Individual Geral    |      |       |        |
| Asiático      | Equipes             |      |       |        |
| Asiático      | Individual Geral    |      |       |        |
| Asiático      | Salto               |      |       |        |
| Asiático      | Barras Assimétricas |      |       |        |
| Asiático      | Trave               |      |       |        |
| Asiático      | Solo                |      |       |        |
| Europeu       | Equipes             |      |       |        |
| Europeu       | Individual Geral    |      |       |        |
| Europeu       | Salto               |      |       |        |
| Europeu       | Barras Assimétricas |      |       |        |
| Europeu       | Trave               |      |       |        |
| Europeu       | Solo                |      |       |        |
| Oceania       | Individual Geral    |      |       |        |
| Pan-Americano | Equipes             |      |       |        |
| Pan-Americano | Individual Geral    |      |       |        |
| Pan-Americano | Salto               |      |       |        |
| Pan-Americano | Barras Assimétricas |      |       |        |
| Pan-Americano | Trave               |      |       |        |
| Pan-Americano | Solo                |      |       |        |

### Masculino

#### Eventos internacionais
| Competição                 | Evento           | Ouro | Prata | Bronze |
| Campeonato Mundial         | Individual Geral |      |       |        |
| Campeonato Mundial         | Solo             |      |       |        |
| Campeonato Mundial         | Cavalo com Alças |      |       |        |
| Campeonato Mundial         | Argolas          |      |       |        |
| Campeonato Mundial         | Salto            |      |       |        |
| Campeonato Mundial         | Barras Paralelas |      |       |        |
| Campeonato Mundial         | Barra Fixa       |      |       |        |
| Campeonato Mundial Juvenil | Equipes          |      |       |        |
| Campeonato Mundial Juvenil | Individual Geral |      |       |        |
| Campeonato Mundial Juvenil | Solo             |      |       |        |
| Campeonato Mundial Juvenil | Cavalo com Alças |      |       |        |
| Campeonato Mundial Juvenil | Argolas          |      |       |        |
| Campeonato Mundial Juvenil | Salto            |      |       |        |
| Campeonato Mundial Juvenil | Barras Paralelas |      |       |        |
| Campeonato Mundial Juvenil | Barra Fixa       |      |       |        |

#### Campeonatos regionais
| Competição    | Evento           | Ouro | Prata | Bronze |
| Africano      | Individual Geral |      |       |        |
| Asiático      | Equipes          |      |       |        |
| Asiático      | Individual Geral |      |       |        |
| Asiático      | Solo             |      |       |        |
| Asiático      | Cavalo com Alças |      |       |        |
| Asiático      | Argolas          |      |       |        |
| Asiático      | Salto            |      |       |        |
| Asiático      | Barras Paralelas |      |       |        |
| Asiático      | Barra Fixa       |      |       |        |
| Europeu       | Equipes          |      |       |        |
| Europeu       | Individual Geral |      |       |        |
| Europeu       | Solo             |      |       |        |
| Europeu       | Cavalo com Alças |      |       |        |
| Europeu       | Argolas          |      |       |        |
| Europeu       | Salto            |      |       |        |
| Europeu       | Barras Paralelas |      |       |        |
| Europeu       | Barra Fixa       |      |       |        |
| Oceania       | Individual Geral |      |       |        |
| Pan-Americano | Equipes          |      |       |        |
| Pan-Americano | Individual Geral |      |       |        |
| Pan-Americano | Solo             |      |       |        |
| Pan-Americano | Cavalo com Alças |      |       |        |
| Pan-Americano | Argolas          |      |       |        |
| Pan-Americano | Salto            |      |       |        |
| Pan-Americano | Barras Paralelas |      |       |        |
| Pan-Americano | Barra Fixa       |      |       |        |